# 博诺特
博诺特（法語：Beaunotte，法語發音：[bonɔt]）是法国科多尔省的一个市镇，属于蒙巴尔区。

## 地理
博诺特（47°40'46"N, 4°42'22"E）面积8.5 平方千米，位于法国勃艮第-弗朗什-孔泰大區科多尔省，该省份为法国中东部省份，北起奥布省，西接涅夫勒省和约讷省，南至索恩-卢瓦尔省，东南接汝拉省，东临上索恩省，东北部与上马恩省接壤。
与博诺特接壤的市镇（或旧市镇、城区）包括：莫维利、艾涅勒迪克、塞纳河畔克米尼、默尔松。

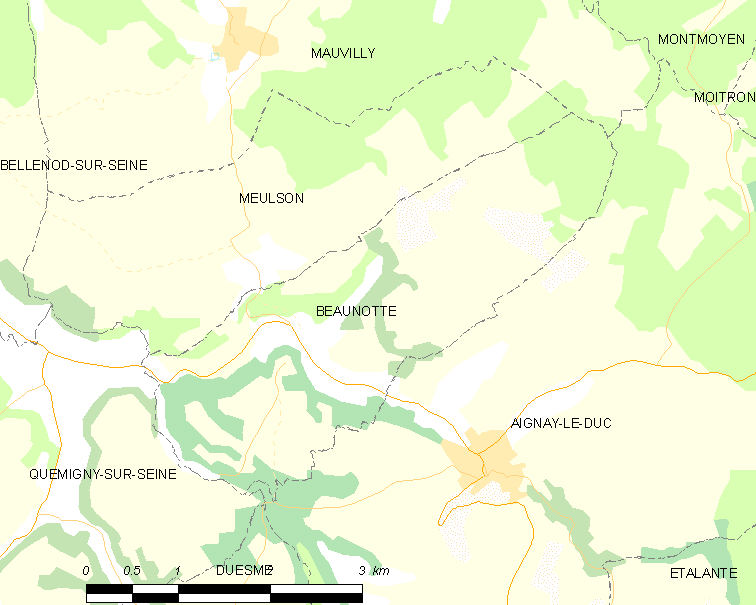
博诺特的OSM定位图

博诺特的时区为UTC+01:00、UTC+02:00（夏令时）。

## 行政
博诺特的邮政编码为21510，INSEE市镇编码为21055。

## 政治
博诺特所属的省级选区为塞纳河畔沙蒂永县。

## 人口

1962-2008年间博诺特人口变化图示

博诺特于2022年1月1日时的人口数量为15人。